# Manuel Viniegra
Manuel Viniegra García (Monterrey, Nuevo León, 26 de abril de 1988) es un exfutbolista mexicano. Juega de Mediocampista y su actual equipo es el Club de Cuervos FC de la Américas Kings League.

## Trayectoria
Surgido de las fuerzas básicas de los Tigres de la UANL, hizo su debut en un partido contra el San Luis por el Clausura 2007 gracias a la regla 20/11. Fue multicampeón con el club, ganando tres veces el título de la Liga MX y una el de Campeón de Campeones.
En 2017 fue cedido a los Tiburones Rojos de Veracruz y en 2018 al Fútbol Club Juárez.
En junio de 2020 se convirtió en agente libre, comenzando así su declive como futbolista profesional. 
Tras un paso fugaz y frustrado por el Querétaro, y una experiencia en la Liga de Expansión MX, en enero de 2024 se presentó al draft de la  Américas Kings League -una liga profesional de fútbol 7-, siendo seleccionado por el equipo Club de Cuervos.

## Selección nacional
Debutó con la selección de fútbol de México en un partido amistoso ante Estados Unidos que terminó en derrota el 15 de agosto de 2012.

## Clubes
| Club                        | País   | Año         |
| --------------------------- | ------ | ----------- |
| Tigres UANL                 | México | 2007 - 2013 |
| Club de Fútbol Atlante      | México | 2013 - 2014 |
| Tigres UANL                 | México | 2014 - 2017 |
| Tiburones Rojos de Veracruz | México | 2017 - 2018 |
| Fútbol Club Juárez          | México | 2018 - 2020 |
| Querétaro Fútbol Club       | México | 2021        |
| Tlaxcala Fútbol Club        | México | 2022        |

## Palmarés

### Títulos nacionales
| Título               | Club        | País   | Año  |
| -------------------- | ----------- | ------ | ---- |
| Liga MX              | Tigres UANL | México | 2011 |
| Liga MX              | Tigres UANL | México | 2015 |
| Campeón de Campeones | Tigres UANL | México | 2016 |
| Liga MX              | Tigres UANL | México | 2016 |